# Doom
Doom este un joc video FPS produs de firma id Software și publicat în decembrie 1993. Acesta îmbină ficțiunea științifico-fantastică cu cea horror și este un joc care a adus importante inovații industriei jocurilor pe calculator, atât la nivel tehnic, cât și la nivelul experienței în sine a jocurilor.
Seria de jocuri, începută în 1992 cu Wolfenstein și continuată cu Doom, Doom 2, Quake, Quake 2, Quake 3, Return to Castle Wolfenstein, Doom 3 și Quake 4, a produs o adevărată revoluție în istoria jocurilor pe calculator, ele fiind primele care au beneficiat de un motor grafic capabil să prezinte o lume cu adevărat tridimensională de calitate. Texte, sunete, inamici, arme, toate la un loc creează o atmosferă unică, ce poate fi cu greu redată chiar și în ziua de astăzi când se pot crea jocuri superioare din punct de vedere tehnologic.
Încă mai există oameni care joacă cu plăcere Doom 2, acest fapt fiind demonstrat și de numeroasele site-uri de Internet care creează conversii și îmbunătățiri, pentru a aduce grafica la standardele actuale.

## Povestea jocului
Jocul se petrece în viitor. Compania numită U.A.C. (Union Aerospace Corporation) testează teleportarea către cei doi sateliți ai lui Marte (Phobos și Deimos). Ei aveau antrenați o grupare secretă de soldați, iar unul dintre acei soldați este personajul pe care-l controlează jucătorul în Doom.
Dintr-odată oamenii de știință pierd contactul cu satelitul Phobos fără să înțeleagă cauza. Mai târziu pierd și contactul cu Deimos. Astfel personajul tău este trimis pe Phobos pentru a afla ce se întâmplă.
Pe Phobos se petrece primul episod din Doom, numit "Knee-Deep in the Dead". Protagonistul a observat creaturile care tot apăreau și și-a dat seama ce se întâmplă. După ce el trece printr-o mulțime de niveluri și omoară toți demonii din infern, ajunge la portalul către luna Deimos.
Pe Deimos are loc al doilea episod, numit "The Shores of Hell". Deimos fiind cucerit de mai multă vreme, are mai mulți demoni, este mai greu de parcurs etc. Și chiar așa este, primul episod fiind încă sub forma unor instalații militare funcționale, Deimos nu mai este așa de "tehnologizat". Încetul cu încetul îți vei da seama cum totul devine din ce în ce mai întunecat și mai demonic. După alte 8 niveluri ajungi la turnul unde se află Cyberdemon-ul. Acesta este un demon cu un aruncător de rachete atașat de unul dintre brațe și care este greu de ucis. După ce înfrânge pe Cyberdemon, protagonistul află că luna Deimos a fost teleportată chiar în iad, ceea ce era sugerat de la începutul episodului de cerul sângeriu ce apărea pe fundal.
Al treilea episod are loc în infern iar protagonistul trebuie să se ducă să oprească o dată pentru totdeauna armatele demonice. În cele din urmă, acesta îl înfruntă pe Spider Mastermind, demonul care a coordonat invadarea coloniilor umane de pe cele două luni ale lui Marte, Phobos și Deimos. Acesta este un păianjen uriaș cu picioare robotice și cu o mitralieră atașată. După ce îl învinge, protagonistul găsește un portal care îi permite să se întoarcă pe Pământ.
Pe lângă aceste episoade mai există unul. "Thy flesh consumed"; acest episod a apărut ulterior. Acesta este mai dificil decât primele trei și este găsit în "Ultimate Doom" care conține cele 4 episoade. Nu are o poveste caracteristică.
După mai mulți ani (în joc) U.A.C. reușește să repare toate defecțiunile create de demoni și se pune din nou în acțiune. Mai multe detalii în Doom II și Doom 3.
DOOM3: Al treilea joc al seriei Doom se concentrează mai mult pe o experiență captivantă de un singur jucător, oferind acțiuni frenetice de first-person shooter, în care jucătorii pot tremura pe coridoarele întunecate umplute cu zombii înspăimântători și monștri gata să atace din umbră.